# منتخب بلجيكا تحت 21 سنة لكرة القدم
منتخب بلجيكا تحت 21 سنة لكرة القدم هو الممثل الرسمي لبلجيكا في بطولات كرة القدم تحت 21 سنة. يشارك الفريق في بطولة أوروبا تحت 21 لكرة القدم التي تقام كل عامين.

## وصلات خارجية
- UEFA Under-21 website, تقرير قديم عن مشاركات المنتخب البلجيكي في الموقع الرسمي للإتحاد الأوروبي لكرة القدم.
- The Rec.Sport.Soccer Statistics Foundation, جميع سجلات مشاركة المنتخب البلجيكي تحت سنة 21 سنة وتحت سن 23 سنة.